# Rječica Gornja
Rječica Gornja är en ort i Bosnien och Hercegovina.   Den ligger i entiteten Republika Srpska, i den centrala delen av landet, 90 km norr om huvudstaden Sarajevo. Rječica Gornja ligger 190 meter över havet och antalet invånare är 327.
Terrängen runt Rječica Gornja är huvudsakligen lite kuperad. Rječica Gornja ligger nere i en dal. Runt Rječica Gornja är det ganska tätbefolkat, med 93 invånare per kvadratkilometer.. Närmaste större samhälle är Doboj, 14,3 km norr om Rječica Gornja. 
I omgivningarna runt Rječica Gornja växer i huvudsak lövfällande lövskog.